# Tublay, Benguet
Tublay là đô thị hạng 5 ở tỉnh Benguet, Philippines. Theo điều tra dân số năm 2000, đô thị này có dân số 13.672 người trong 2.619 hộ.
Đô thị này có cự ly 263 km về phía bắc Manila và 13 km về phía bắc Thành phố Baguio. Diện tích là 57,3 km².

## Các đơn vị hành chính
Tublay về mặt hành chính được chia thành 8 khu phố (barangay).
- Ambassador
- Ambongdolan
- Ba-ayan
- Basil
- Daclan
- Caponga (Pob.)
- Tublay Central
- Tuel